# Emma Bonino
Emma Bonino (Bra, 9 de março de 1948) é uma política italiana, vice-presidente do Senado italiano entre 2008 e 2013.

## Biografia
Licenciou-se em Línguas Estrangeiras e Literatura pela Universidade Bocconi de Milão em 1972 com uma tese sobre a autobiografia de Malcolm X. Em 1975 fundou o CISA (Centro informazione, Sterilizzazione e Aborto), cujo objectivo era fornecer às mulheres assistência médica no tocante ao aborto e à esterilização. Foi eleita em 1976 deputada no Parlamento italiano pelo Partido Radical, tendo sido reeleita nas sucessivas eleições até ao ano de 1994. Em 1979 ela foi eleita pela primeira vez deputada do Parlamento Europeu.
Foi a principal protagonista de um referendo contra o uso da energia nuclear em Itália, em 1978, que resultou no bloqueio do programa nuclear nacional. Ao longo dos anos participou também em campanhas a favor da legalização do aborto, do divórcio, contra a penalização do consumo de drogas leves, pelos direitos das mulheres e contra a pena de morte e a fome nos países do Terceiro Mundo.
A partir de 1987 inicia campanhas a favor da democracia nos países da Europa de Leste.
Foi presidente do Partido Radical Transnacional (1991-1993) e secretária do mesmo partido (1993-1994). Em 1995 foi nomeada comissária europeia para a Política do Consumidor e Pescas.
Foi candidata à Presidência da República de Itália em 1999, nas eleições que consagraram Carlo Azeglio Ciampi como presidente; no mesmo ano a "Lista Bonino" alcança 8,5% dos votos nas eleições para o Parlamento Europeu. Em 2001 fez uma greve de fome contra aquilo que considerava ser a falta de cobertura jornalística do seu partido nas eleições legislativas desse ano. Ainda no mesmo ano mudou-se para o Cairo, no Egipto, com o objectivo de aprender o árabe e ajudar na promoção da democracia e dos direitos da mulher no Médio Oriente. Em 2004 foi reeleita deputada no Parlamento Europeu.
Nas eleições legislativas italianas de Abril de 2006 foi eleita deputada na Câmara dos Deputados italiana, onde integra o Grupo liberal-socialista da Rosa no Punho, e por este motivo anunciou a sua demissão da Estrasburgo; ocupou também o cargo de ministra do Comércio internacional durante o segundo governo Prodi.
Depois das Eleições legislativas italianas de 2008 foi eleita vice-presidente do Senado.
A Condessa Luana, filha do falecido príncipe Friso e da princesa Mabel de Orange Nassau, e neta da Rainha Beatriz dos Países Baixos, é sua afilhada de batismo.

## Reconhecimento
Em dezembro de 2013, foi eleita uma das 100 mulheres mais influentes do mundo pela BBC.